# Amistad (film)

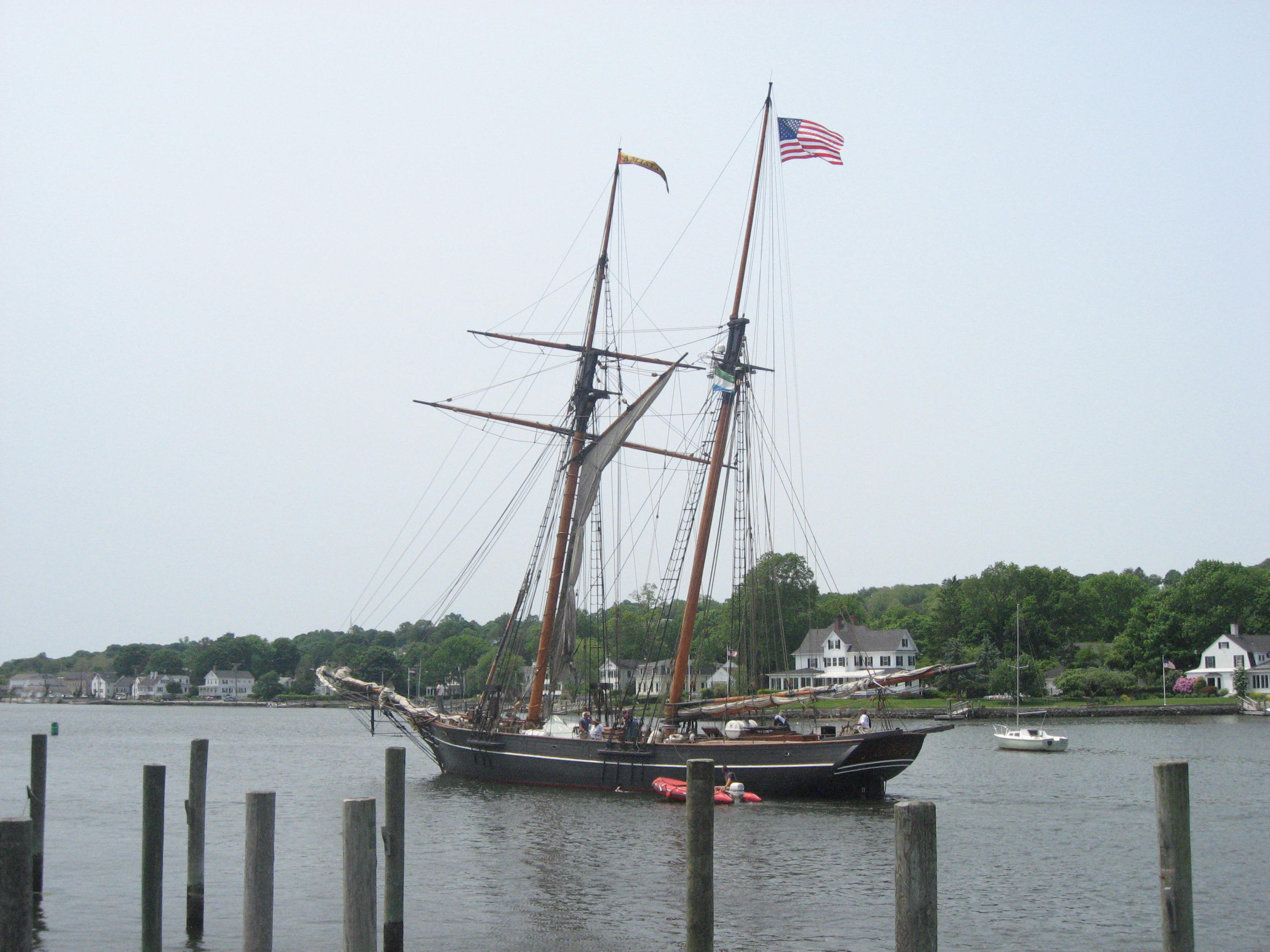
Reconstructie van de oorspronkelijke Amistad, Mystic Seaport Museum, VS

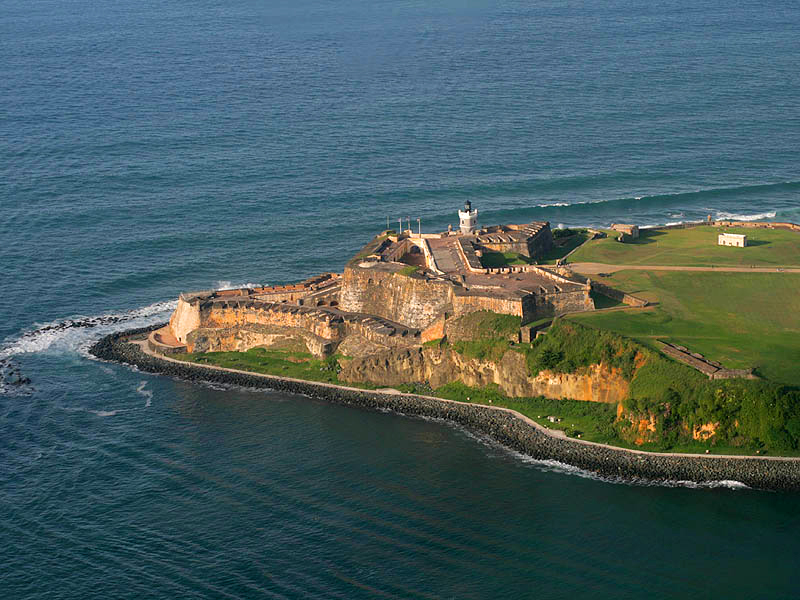
Het Kasteel San Felipe del Morro in San Juan diende als decor in de film

Amistad is een Amerikaanse historische dramafilm uit 1997 onder regie van Steven Spielberg. Deze werd genomineerd voor onder meer Academy Awards voor beste cinematografie, beste kostuums, beste filmmuziek (John Williams) en beste bijrolspeler (Anthony Hopkins). De productie kreeg zes filmprijzen daadwerkelijk toegekend, waaronder een European Film Award voor Stellan Skarsgård en een Golden Satellite Award voor de cinematografie.

## Verhaal
Amistad vertelt het waargebeurde verhaal van de opstand van de Afrikanen in 1839 op het slavenschip La Amistad. Ze overmeesteren de bemanning en dwingen de stuurman koers te zetten naar Afrika. Ze worden echter misleid en komen aan in de Verenigde Staten. Hier worden ze ingerekend door de kustwacht en gevangengezet. Een rechtszaak volgt en uiteindelijk worden de Afrikanen vrijgelaten en teruggebracht naar Sierra Leone.

## Rolverdeling
| Acteur                 | Personage                             |
| ---------------------- | ------------------------------------- |
| Morgan Freeman         | Theodore Joadson                      |
| Nigel Hawthorne        | Martin Van Buren                      |
| Anthony Hopkins        | John Quincy Adams                     |
| Djimon Hounsou         | Sengbe Pieh / Joseph Cinqué           |
| Matthew McConaughey    | Roger Sherman Baldwin                 |
| David Paymer           | Staatssecretaris John Forsyth         |
| Pete Postlethwaite     | William S. Holabird                   |
| Stellan Skarsgård      | Lewis Tappan                          |
| Razaaq Adoti           | Yamba                                 |
| Abu Bakaar Fofanah     | Fala                                  |
| Anna Paquin            | Koningin Isabella II                  |
| Tomas Milian           | Ángel Calderón de la Barca y Belgrano |
| Chiwetel Ejiofor       | James Covey                           |
| Derrick Ashong         | Buakei                                |
| Geno Silva             | José Ruiz                             |
| John Ortiz             | Pedro Montes                          |
| Ralph Brown            | Luitenant Thomas R. Gedney            |
| Darren E. Burrows      | Luitenant Richard W. Meade            |
| Allan Rich             | Rechter Juttson                       |
| Paul Guilfoyle         | Advocaat                              |
| Peter Firth            | Kapitein Fitzgerald                   |
| Xander Berkeley        | Hammond                               |
| Jeremy Northam         | Rechter Coglin                        |
| Arliss Howard          | John C. Calhoun                       |
| Austin Pendleton       | Professor Gibbs                       |
| Daniel von Bargen      | Warden Pendleton                      |
| Rusty Schwimmer        | Mrs. Pendleton                        |
| Pedro Armendáriz       | Generaal Espatero                     |
| Frank T. Wells         | Crier                                 |
| Michael Massee         | Gevangenisbewaker                     |
| Roy Cooper             | Pickney                               |
| Jake Weber             | Mr. Wright                            |
| Victor Rivers          | Kapitein Ferrar                       |
| Joseph Kosseh          | Birmaja                               |
| Steve Passewe          | Cinque's In-Law                       |
| Sherly Acosta Williams | Cinque's Vrouw                        |
| Matt Sarles            | Jonge Aide                            |
| George Gerdes          | Marshal                               |
| Gerald R. Molen        | Magistrate                            |
| Kevin J. O'Connor      | Missionary                            |
| Robert Walsh           | Bewaker                               |
| Sean McGuirk           | Koerier                               |
| Tony Owen              | Boer                                  |
| William Young          | Zakenman                              |
| Michael Riley          | Britse officier                       |
| León Singer            | Don Pablo                             |
| Castulo Guerra         | Spaanse priester                      |
| Harry Groener          | Tecora Kapitein                       |
| Hawthorne James        | Creoolse kok                          |
| Ingrid Walters         | Vrouw met baby                        |